# Théodore Gérard
Pour les articles homonymes, voir Gérard.
Théodore Gérard, né à Gand, le 29 décembre 1829 et mort à Melle, le 29 octobre 1902, est un peintre et un graveur belge.
Son champ pictural, couvre essentiellement les paysages, les représentations animalières et les scènes de genre. Il participe régulièrement aux Expositions universelles, où il obtient plusieurs médailles. Son registre s'inspire des peintres de l'école de Düsseldorf qu'il a côtoyés lors de ses voyages. 
Ses œuvres, exposées en Europe et en Australie, sont notamment conservées aux Musées royaux des Beaux-Arts de Belgique, au Musée royal des Beaux-Arts d'Anvers, au Musée des Beaux-Arts de Gand, au palais du Golestan, au Reading Museum et au Musée de Sydney.

## Biographie

### Famille
Théodore (Théodore Aloys Stanislas) Gérard, né, rue Sainte-Anne à Gand le 29 décembre 1829, est le fils d'Eugène Aimé Gérard (1803-1866), peintre, et de Marie Françoise Becker (1804-1881), mariés à Gand le 10 octobre 1827. En 1851, il épouse Jeanne Vanden Bulcke, originaire de Ledeberg. Le couple est parent des peintres Lucien Gérard (1852-1935) (d) et Charles Gérard (1857-1932) (d).

### Formation
À partir de 1844, Théodore Gérard, issu d'une famille de décorateurs, est étudiant à l'Académie des Beaux-Arts de Gand, où il suit les cours de dessin de Théodore Canneel et ceux de Jean Baptiste Van der Plaetsen jusqu'en 1857. Il aurait souhaité travailler à Anvers, dont l'école était en vogue, mais devant le refus de son père, il doit se résigner à demeurer à Gand pour y faire de la peinture décorative.

### Carrière
Théodore Gérard expose pour la première fois au Salon d'Anvers de 1864. Il obtient ensuite des médailles d'or à Londres (1871), Vienne (1873), Bruxelles (1875) et Alger (1881). Il est également récipiendaire de médailles lors de ses envois à Édimbourg, Dunkerque (Effet d'hiver, 1876), Philadelphie (1876), Sydney (1879), Nice, Lyon, Liverpool et Melbourne (1889).
En 1858, il entreprend ses premiers voyages d'études qui le mènent dans les régions rurales européennes en Moselle, Alsace, Prusse et Autriche. En 1865, un long voyage de dix-huit mois le conduit en Bavière, en Souabe et dans la Forêt-Noire. Il intègre durant quelque temps la colonie artistique de Betzingen,. 
En 1857, il quitte Gand, pour s'établir successivement à Saint-Josse-ten-Noode, à Schaerbeek (1859) et à Laeken (1883). Au Salon de Bruxelles de 1875, grâce à sa toile Une laitière dans les environs de Coblence, il obtient une médaille d'or. Il participe à l'Exposition universelle de 1885 à Anvers, puis à l'Exposition universelle de 1894, où il envoie Bouquet de chrysanthèmes, dans la même ville.
Théodore Gérard meurt, à l'âge de 72 ans, rue du Couvent à Melle, le 29 octobre 1902. Il est inhumé dans la même commune.

## Œuvre

### Peinture
Son champ pictural couvre initialement les paysages et scènes de genre, souvent étoffées de représentations animalières. Ses périples européens, de 1858 à 1865, influencent profondément son œuvre qui conserve l'empreinte des artistes allemands et autrichiens, avec un tropisme pour l'école de Düsseldorf. Ses peintures de genre représentent des scènes romantiques de la vie quotidienne populaire et de ses traditions,. Sa renommée lui permet de vendre ses œuvres à un prix élevé. En 1886, lors d'adjudications à Bruxelles, Pifferari, intérieur d'auberge par Théodore Gérard atteint le prix de 800 francs, tandis que les toiles de Jean-Baptiste Corot (petit tableau), Franz Courtens (petit paysage) et Constantin Meunier (Jeune fille tressant une couronne) atteignent respectivement 450 francs, 190 francs et 240 francs.

### Galerie

Les Invités au bal de noces (1882), Musée royal des Beaux-Arts d'Anvers.
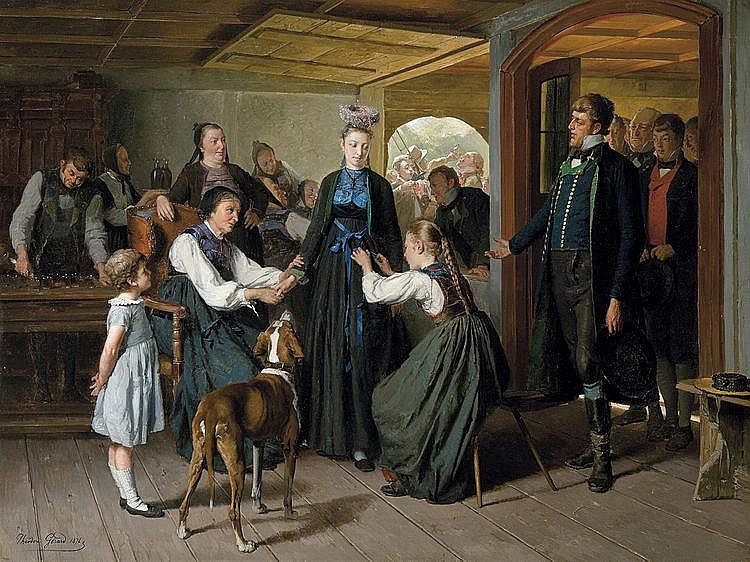
La Mariée (1876).
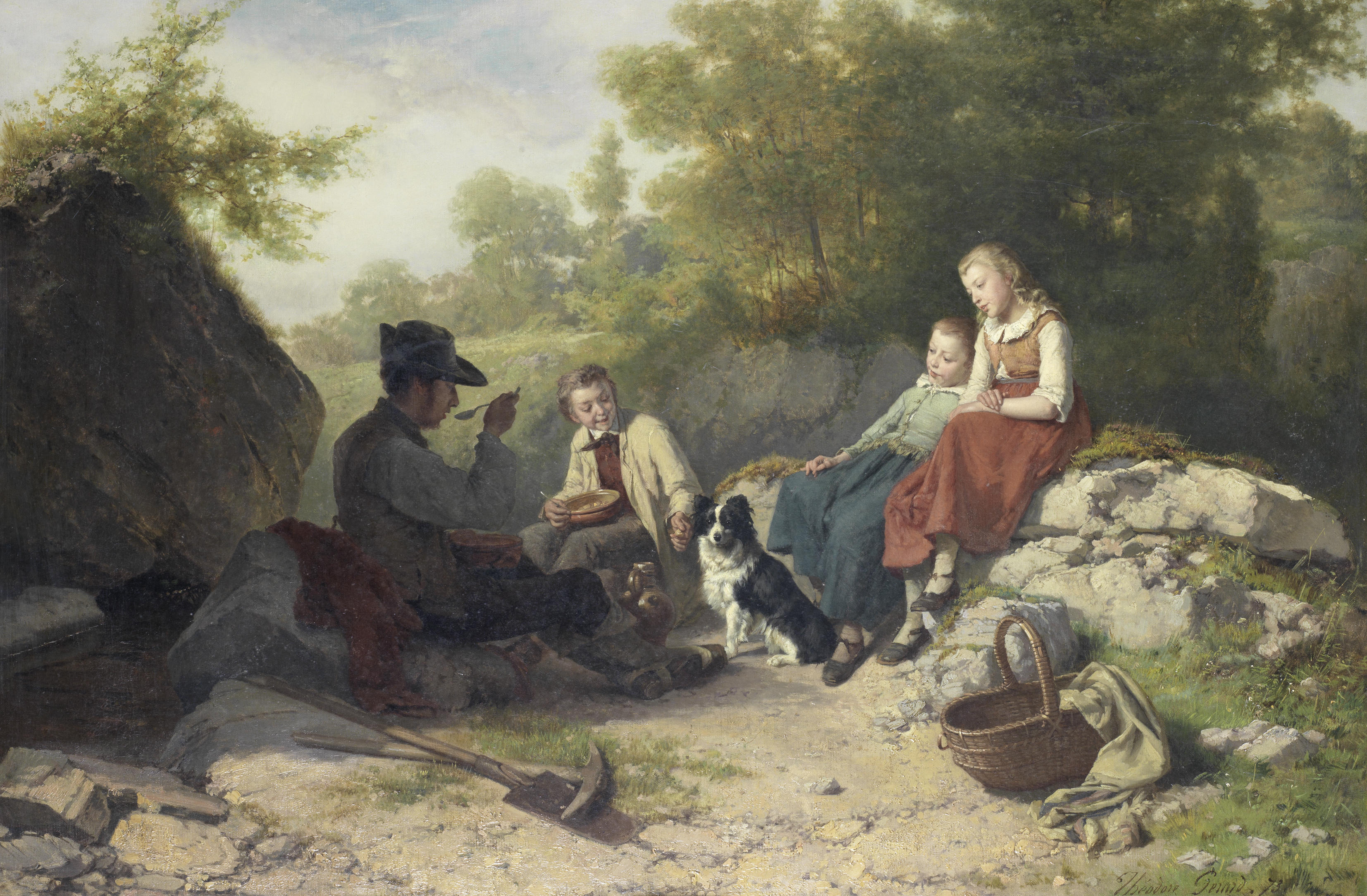
La Pause de midi (1873).
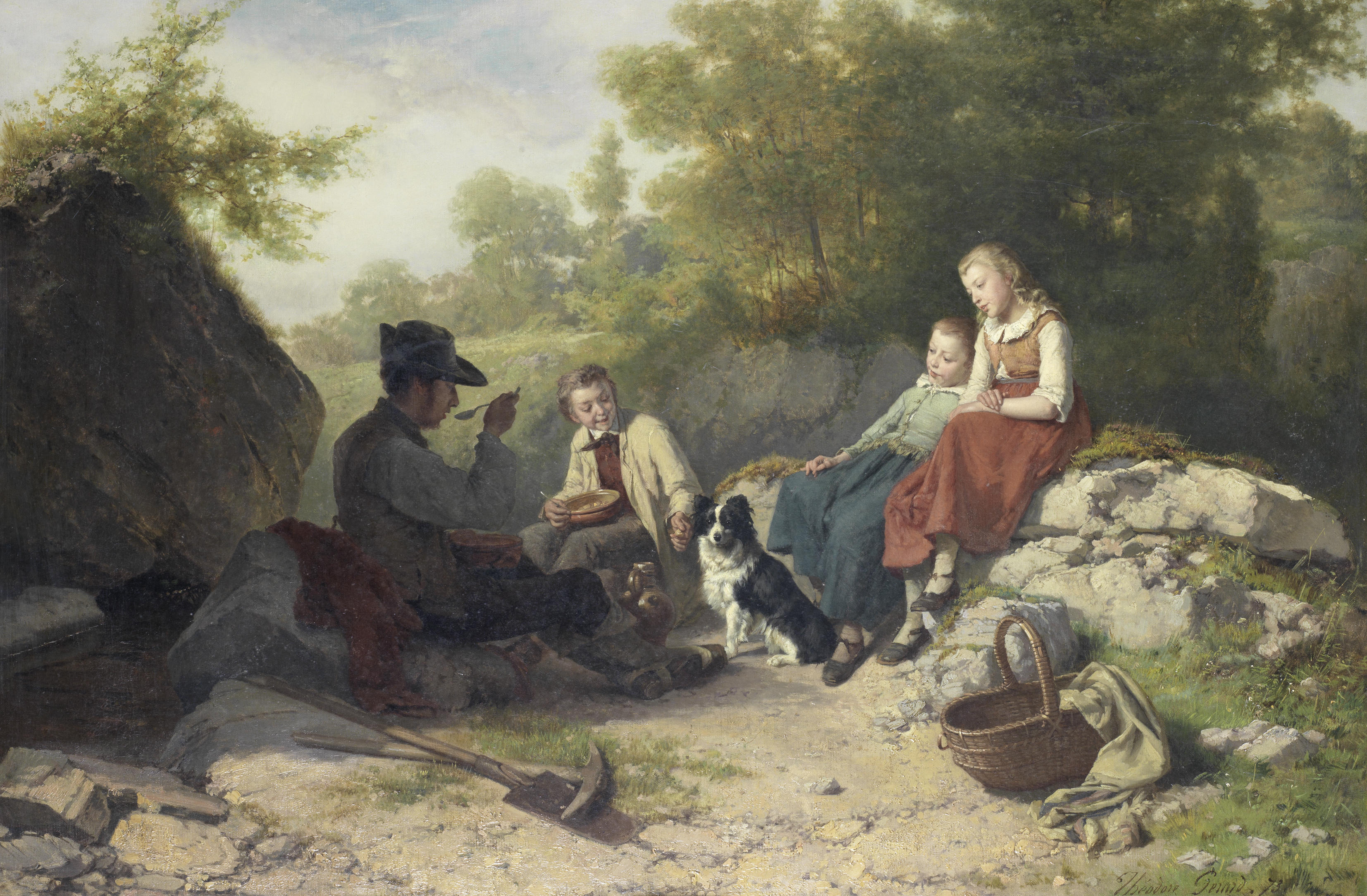
Paysage avec du bétail (vers 1880), Musée de Reading.
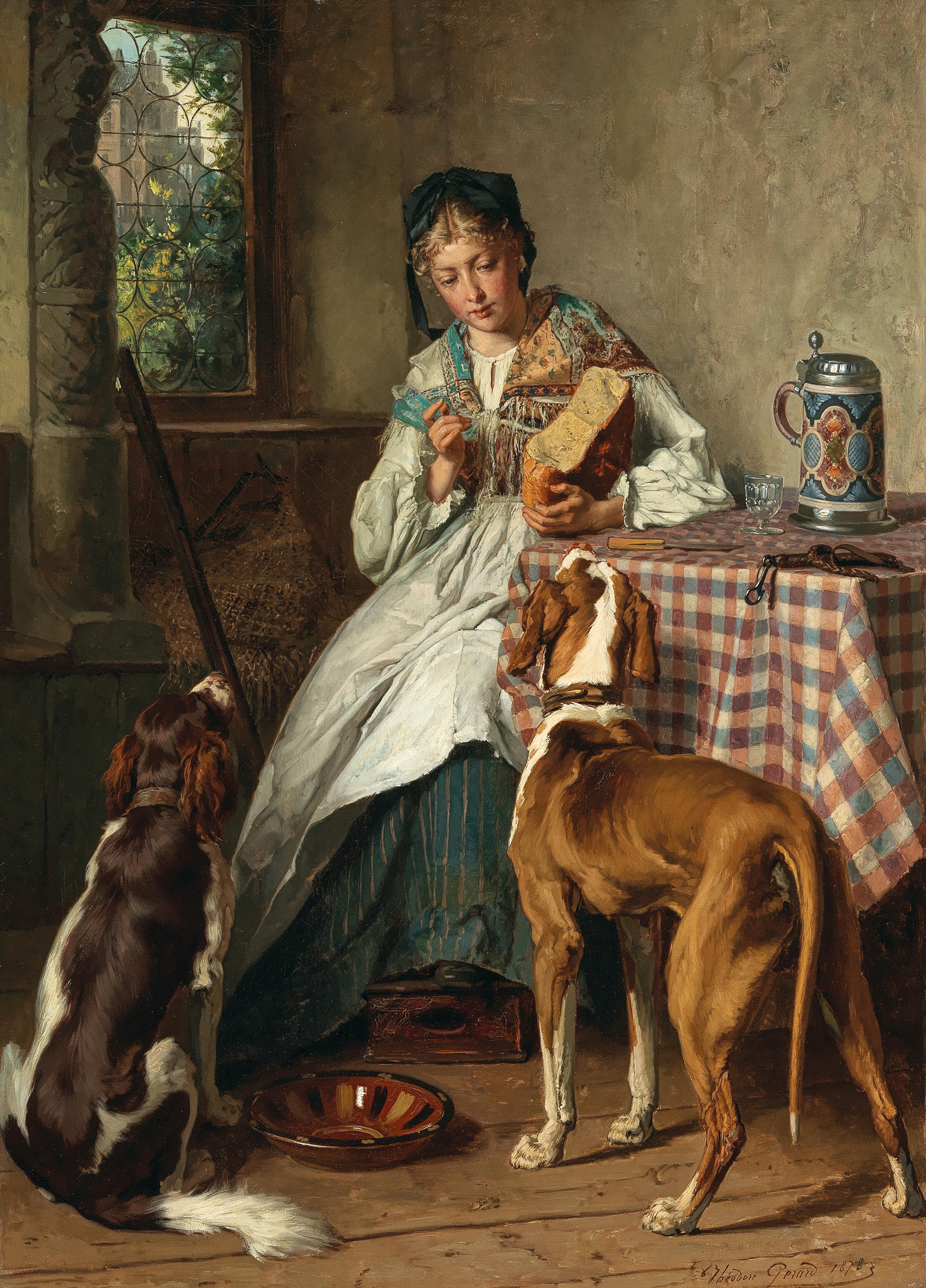
Deux Compagnons affamés (1878).
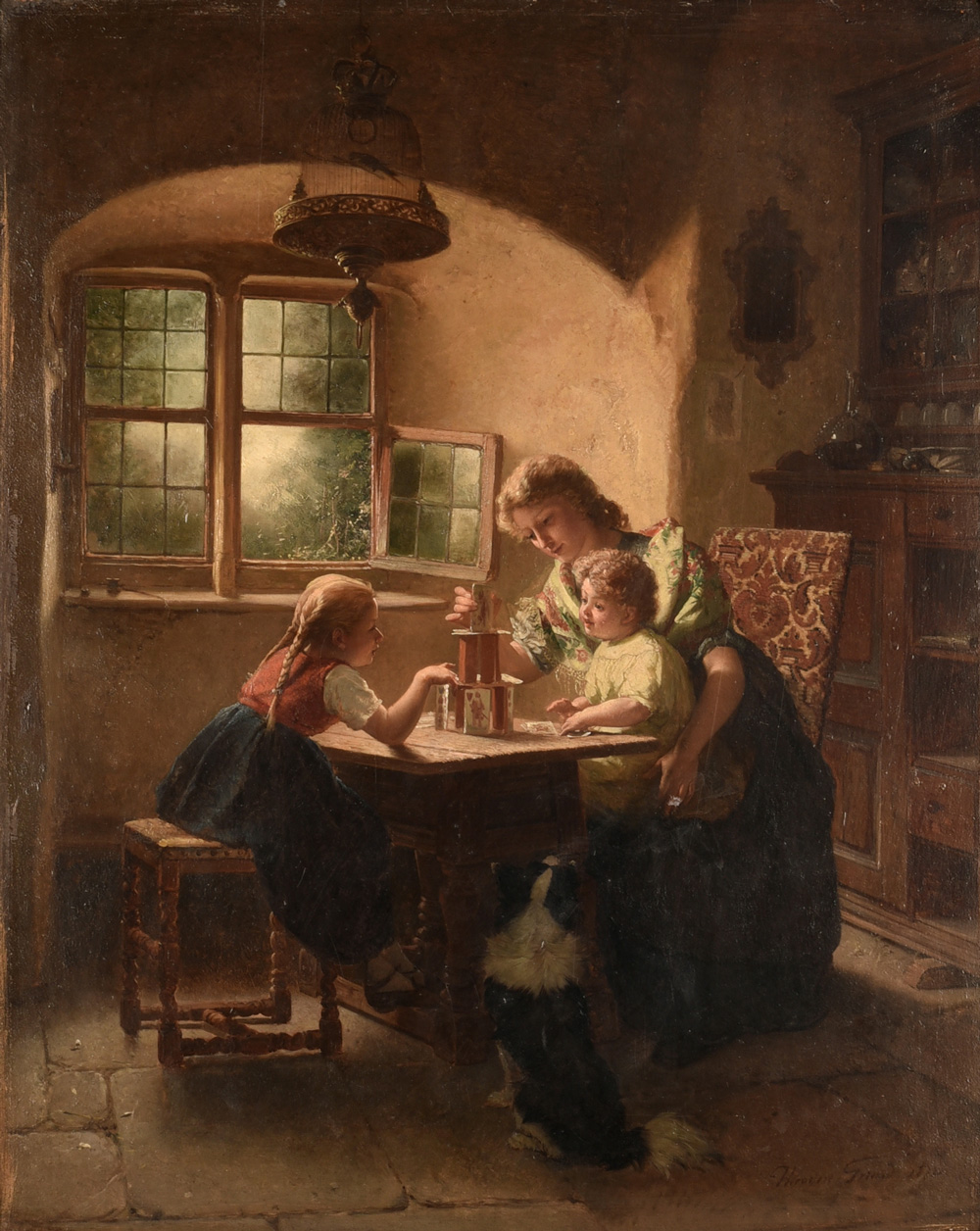
Mère et Enfants (1872), Palais du Golestan.

### Réception critique
Au Salon de Bruxelles de 1875, où il obtient une médaille d'or, le critique Hyacinthe De Bruyn écrit : « Un artiste dans lequel on rencontre des qualités sérieuses de composition et d'exécution est, on ne le contestera pas, M. Théodore Gérard. Nous dirons seulement que l'artiste abuse de sa grande facilité de pinceau et néglige, à cause de cela, d'imprimer à ses œuvres un degré de perfection, dont nous le croyons tout à fait capable, à en juger par certaines parties des tableaux qu'il expose aujourd'hui et qui nous représentent Le Portrait de la grand'mère et La Fête de famille. Ce sont là deux scènes d'intérieur des plus gracieuses, et nous serions sérieusement embarrassés s'il nous fallait décider laquelle des deux l'emporte au point de vue du charme qu'elles font naître. M. Théodore Gérard cherche ses motifs et ses sujets dans la Forêt-Noire et procède sous ce rapport de Knaus et de Vautier ; mais il réussit parfaitement à s'identifier dans ses sujets, à se les approprier et à les rendre de la manière les plus heureuses. Le jury des récompenses lui a décerné la médaille d'or, et nous nous bornerons à dire que le public a ratifié sans réserve cette distinction. M. Théodore Gérard est un artiste charmant, plein d'avenir, qui en est tout à fait digne ».
Lors du Salon de Gand de 1877, la critique du Journal des beaux-arts et de la littérature se montre élogieuse : « M. Théodore Gérard a singulièrement élargi sa manière de peindre ; elle a gagné une aisance extraordinaire et un brio étonnant, bien qu'elle conserve encore une allure plus germanique que flamande. Son dessin a également gagné en souplesse. Le succès des Cadeaux de noces en Souabe est un des plus complets du Salon. M. Th. Gérard est arrivé à être un de nos premiers genristes. Il doit cette position au soin continu qu'il a mis à rester fidèle à son originalité sans chercher à sacrifier aux engouements du jour. […] Il est du nombre des artistes heureux qui doit son bonheur à un talent ferme, convaincu et qui sait ce qu'il veut ».

### Gravure
Également graveur, Théodore Gérard est notamment l'auteur d'une planche intitulée La Famille heureuse, parue en 1871 dans l'album du Journal des Beaux-Arts, puis d'autres dans les albums suivants, tel Homme assis devant sa porte, lisant le journal.

### Galerie de gravures conservées au Rijksmuseum Amsterdam

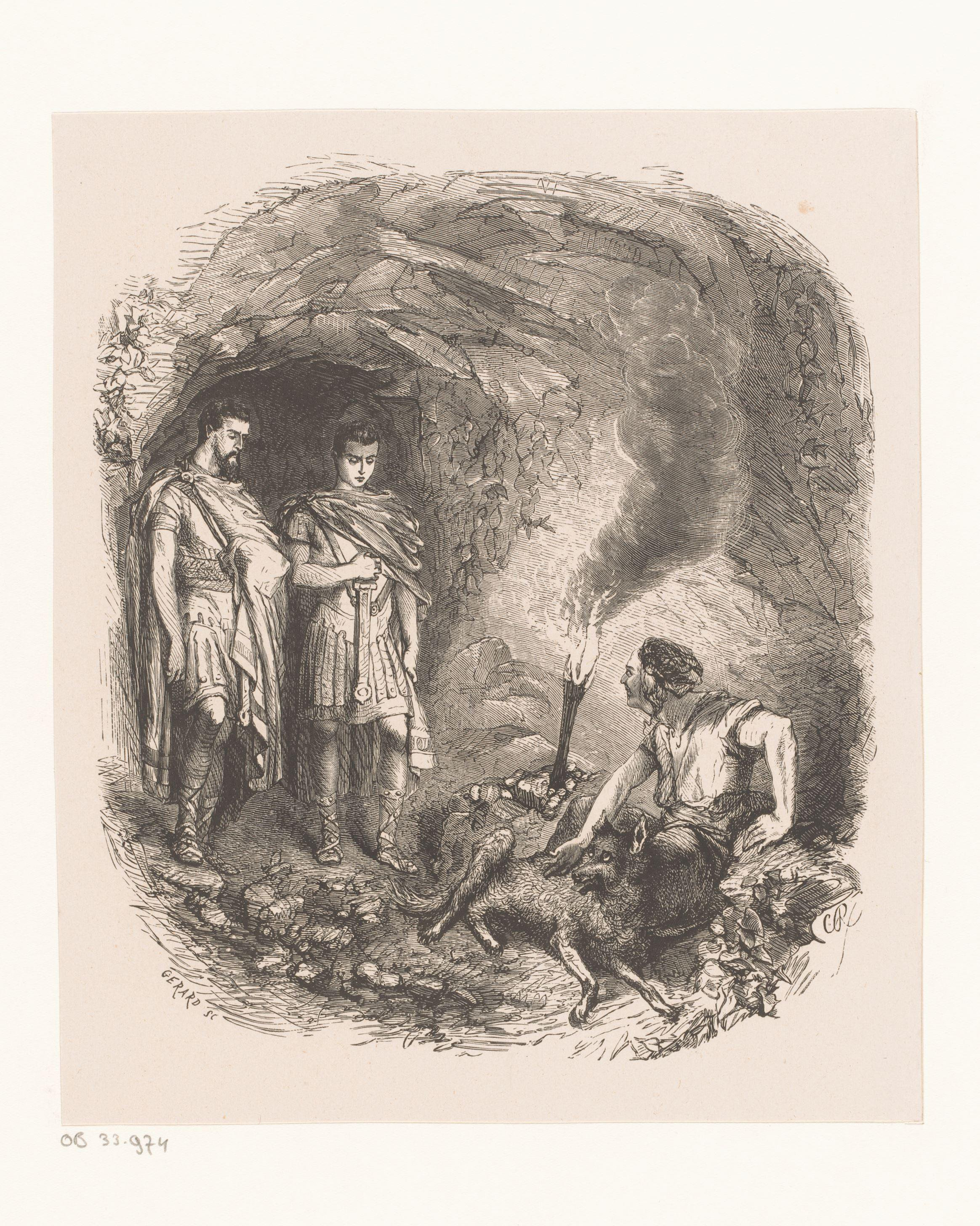
Deux Soldats avec une sorcière dans une grotte.
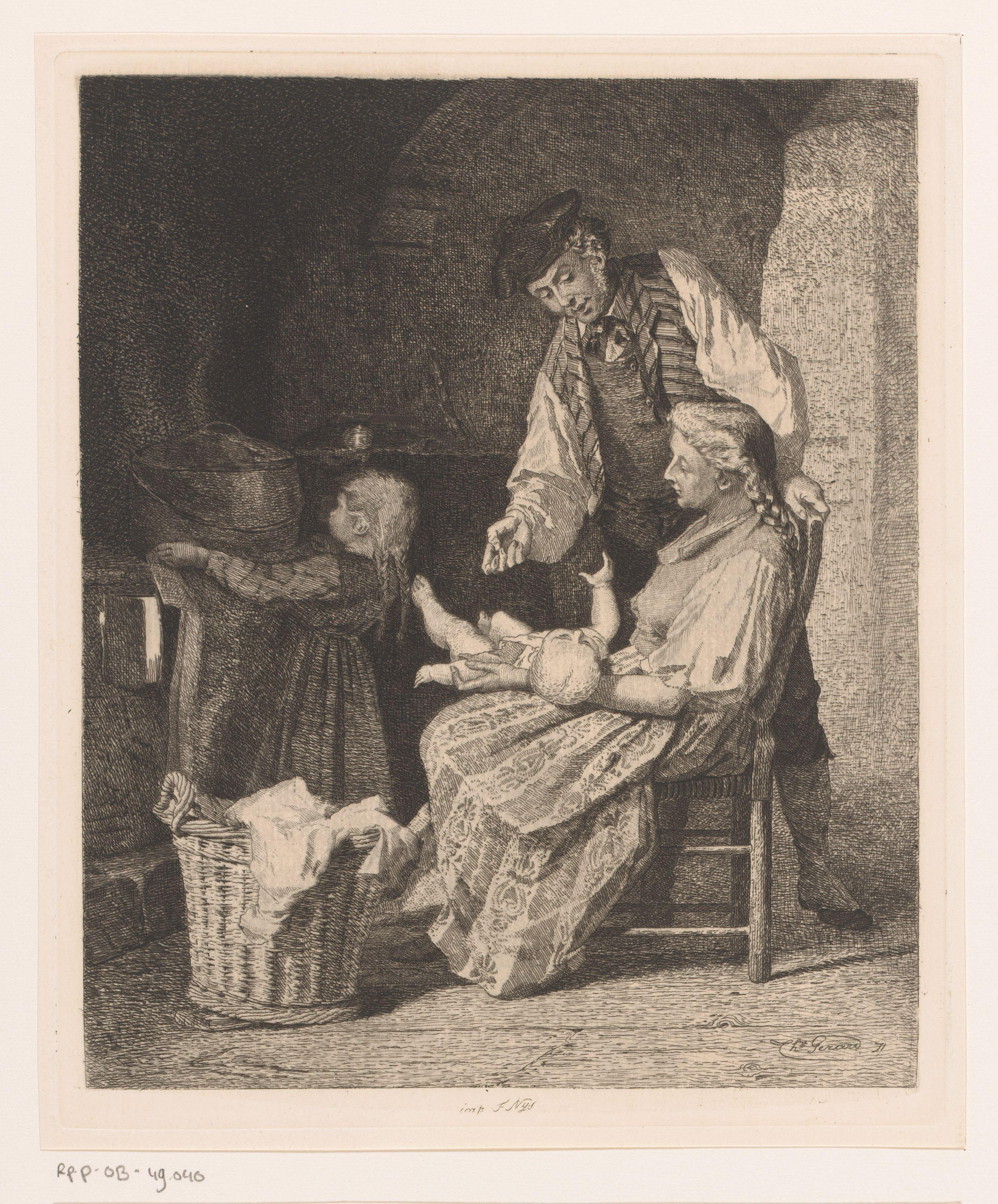
Scène de famille avec un couple de parents, une petite fille et un bébé, Album du Journal des familles (1871).
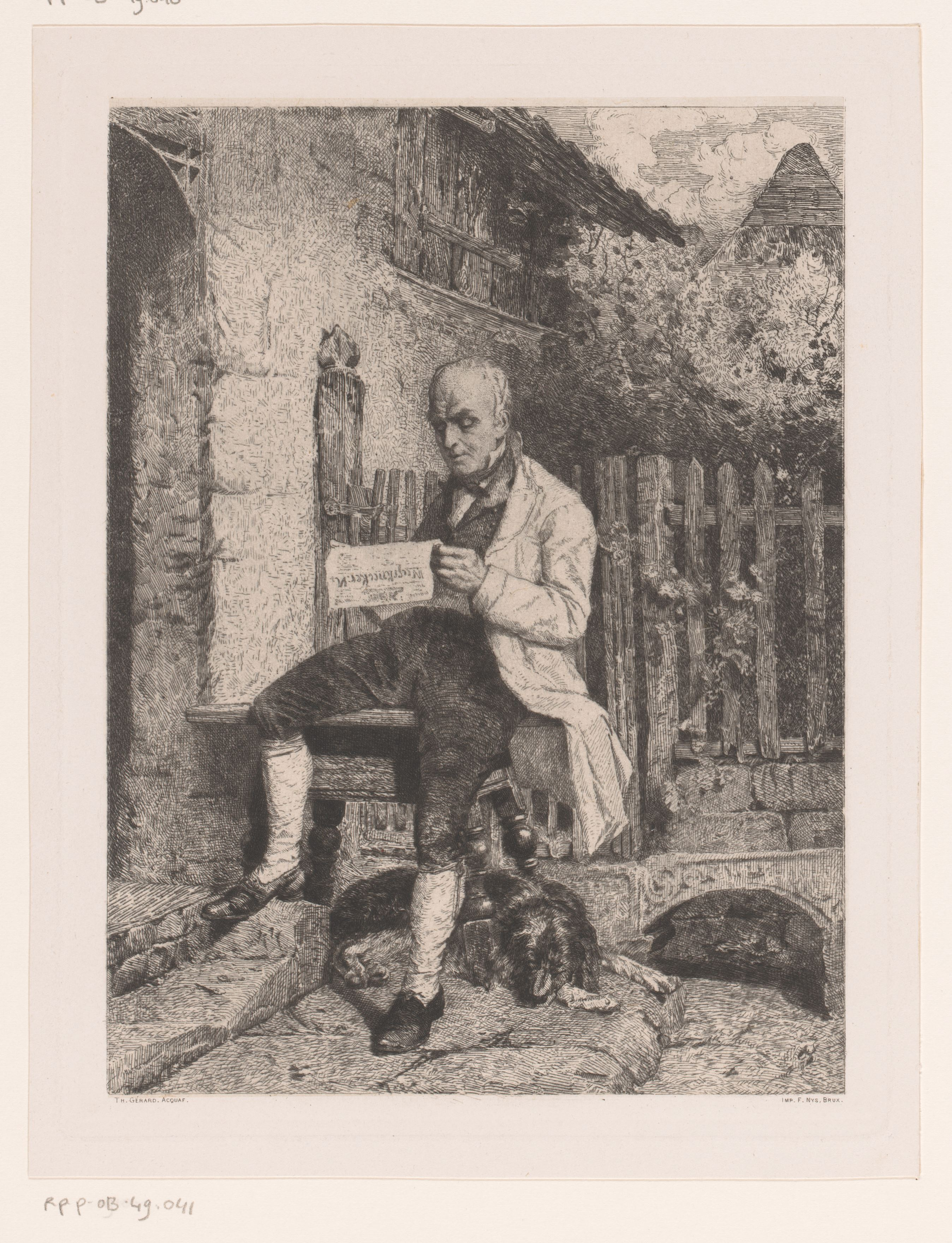
Homme assis devant sa porte lisant le journal, Album du Journal des Familles (1874).
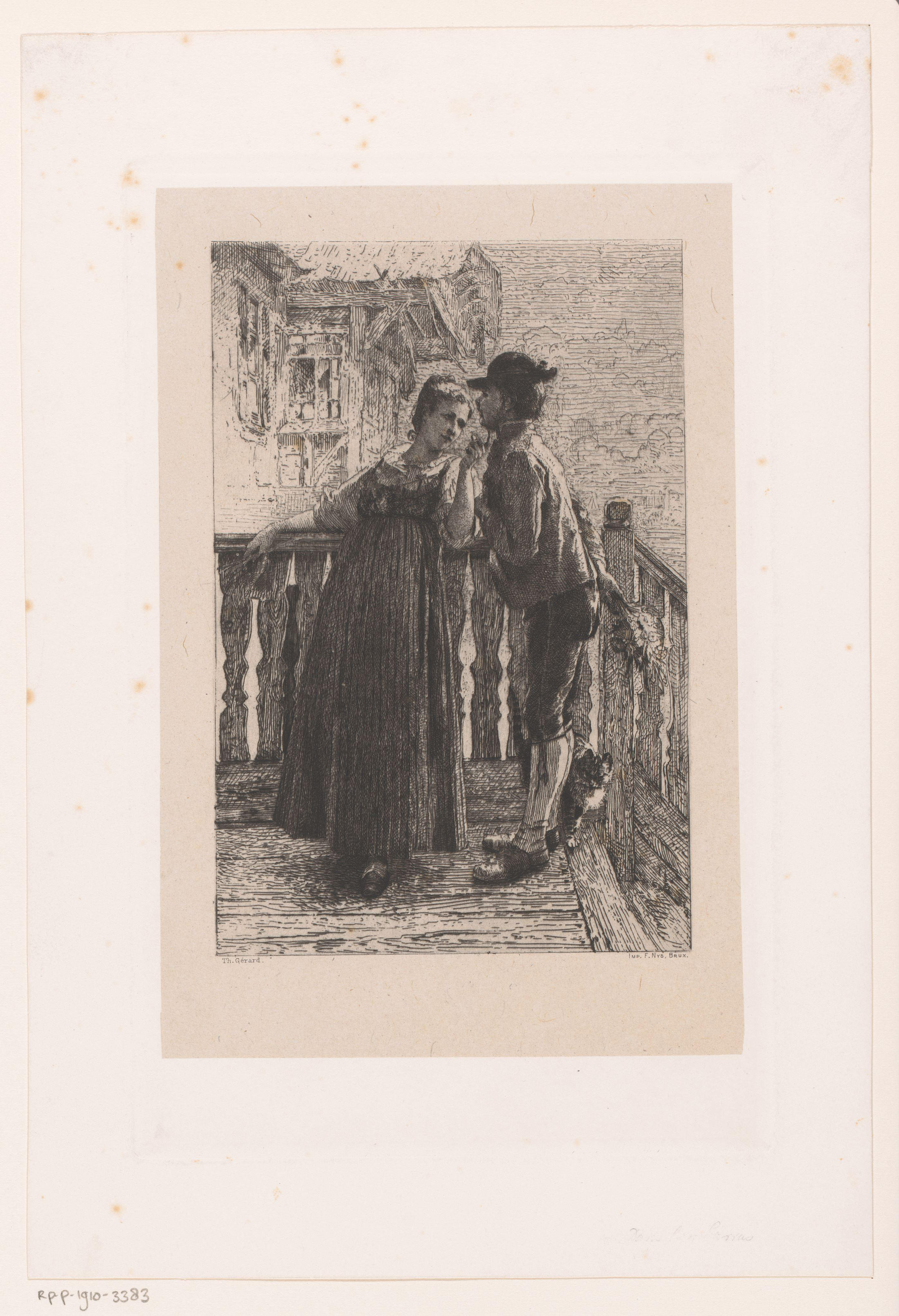
Jeune Couple amoureux à la véranda (1875).

### Salons triennaux belges
- Salon d'Anvers de 1864 : Le Réveil, L'Aumône et La Petite Mère[9].
- Salon de Bruxelles de 1866 : Une laitière des environs de Coblence, Les Deux Amis et La Visite chez la nourrice[10].
- Salon de Bruxelles de 1869 : Le Marché de Harz et Amoureux en Moselle.
- Salon d'Anvers de 1870 : L'Enfant gâté et Le Retour de la ville[11].
- Salon de Bruxelles de 1872 : Prospérité, Idylle et Guignol à la campagne[12].
- Salon d'Anvers de 1873 : Saut du cerceau[13].
- Salon de Gand de 1874 (XXIXe) : Un dimanche matin dans la Forêt-Noire et La Visite des grands-parents[14].
- Salon de Bruxelles de 1875 : Fête de famille, Le Portrait de grand-mère (médaille d'or)[15].
- Salon d'Anvers de 1876 : Un heureux ménage, Les Fermages et La Visite des grands-parents[16].
- Salon de Gand (XXXe) de 1877 : Les Cadeaux de noces en Souabe (Wurtemberg) et Joyeux propos[17].
- Salon de Bruxelles de 1878 : Kermesse en Wurtemberg et La Fille du garde-chasse.
- Salon d'Anvers de 1879 : La Santé du pasteur et Un chasseur badois (ce dernier est sélectionné pour la tombola)[18].
- Salon de Gand (XXXIe) de 1880 : La Santé du pasteur et Instruction obligatoire[19].
- Salon de Bruxelles de 1881 : Instruction obligatoire et Un futur premier prix[20].
- Salon d'Anvers de 1882 : Les Invités au bal de noces (acquis par le Musée royal des Beaux-Arts d'Anvers)[21].
- Salon de Gand de 1883 (XXXIIe) : Un bouquet jaune et L'Enfance[22].
- Salon de Bruxelles de 1887 : Récits de jeunesse[23].
- Salon d'Anvers de 1888 : Scène champêtre et Coin d'atelier[24].
- Salon de Gand (XXXIVe) de 1889 : Une charmeuse[25].
- Salon d'Anvers de 1891 : L'Art dans le marasme[26].
- Salon de Gand (XXXVe) de 1892 : Fiançailles[27].
- Salon de Bruxelles de 1893 : Une fille des champs et Dernières Nouvelles[28].
- Salon de Gand (XXXVIe) de 1895 : Pavots[29].
- Salon de Bruxelles de 1897 : Une lecture intéressante[30].
- Salon de Gand (XXXVIIe) de 1899 : Orchidées[31].

### Collections muséales
- Musées royaux des Beaux-Arts de Belgique (Bruxelles) : Kermesse villageoise en Souabe (1878), huile sur toile, inventaire no 2772, format 93,5 × 148cm, acquis en 1879[32].
- Musée royal des Beaux-Arts d'Anvers : Les Invités au bal de noces (1882), huile sur toile, format 109 × 176,5 cm, inventaire no 1073, acquis en 1882[21].
- Musée des Beaux-Arts de Gand : À la santé du pasteur (1880), huile sur toile, format 94 × 146 cm, inventaire no 1880-D, acquis en 1880, après le Salon de Gand[33].
- Reading Museum, Pennsylvanie, Paysage avec du bétail (vers 1880), huile sur toile, inventaire no 1926.89.
- Palais du Golestan : Mère et enfants (1872), huile sur toile inventaire no 2707, format 76 × 87 cm.
- Musée de Sydney : tableau acquis après l'Exposition universelle de 1879[34].

## Honneur
- Chevalier de l'ordre de Léopold (4 mai 1881)[35].